# Filadelfia (Misisipi)
Filadelfia es una ciudad situada en el estado de Misisipi, en los Estados Unidos. Es sede del condado de Neshoba. En el año 2000 tiene una población de 7.303 habitantes en una superficie de 27.5 km², con una densidad poblacional de 265,7 personas por km². 

## Geografía
Philadelphia se encuentra ubicada en las coordenadas 32°46′27″N 89°6′46″O / 32.77417, -89.11278. Según la Oficina del Censo, la ciudad tiene un área total de 27,5 km² (10,6 mi²), de la cual 27,5 km² (10,6 mi²) es tierra y 0 km² (0 mi²) es agua.

## Demografía
Para el censo de 2000, había 7.303 personas, 2.950 hogares y 1.899 familias en la ciudad. La densidad de población era 265,7 hab/km².
En el 2000 la renta per cápita promedia del hogar era de $ 26.438 y el ingreso promedio para una familia era de $30.756. El ingreso per cápita para la localidad era de $15.787. En 2000 los hombres tenían un ingreso per cápita de $30.731 contra $20.735 para las mujeres. Alrededor del 28,1% de la población estaba bajo el umbral de pobreza nacional. 